# Roberto Nigido
Roberto Nigido (Roma, 14 ottobre 1941) è un diplomatico italiano.

## Biografia

### Formazione
Nato a Roma, si è laureato in Scienze Politiche all'Università degli Studi di Roma "La Sapienza" nel 1964 ed è entrato nella carriera diplomatica nel 1965.

### Attività professionale
Entra, nel 1965 al Ministero degli affari esteri, al Servizio Cifra e Crittografico, Uff. Cifra. Nel 1969 entra nella Rappresentanza permanente d’Italia presso la C.E.E. a Bruxelles, quattro anni più tardi, nel 1973 diventa Console a Durban e nel 1975 torna a Bruxelles come Capo Aggiunto di Gabinetto del Vice Presidente della Commissione C.E.E.. Rientrato a Roma nel 1977, lavora alla Direzione generale degli Affari economici per poi trasferirsi nel 1981 a Mogadiscio dove viene nomitato primo consigliere
Nel 1984 viene nomiato primo consigliere alla Rappresentanza permanente d’Italia presso la C.E.E. a Bruxelles; Confermato nella stessa sede con funzioni di Ministro consigliere, nel gennaio del 1988. Rientrato nuovamente a Roma, nel 1992 viene nominato consigliere diplomatico al Ministero della difesa e, nel 1993 viene nominato direttore generale degli affari economici. Fuori ruolo per prestare servizio presso la Presidenza del Consiglio dei Ministri in qualità di Consigliere Diplomatico del Presidente del Consiglio, il 16 settembre 1996. 
Nominato Ambasciatore ad Ottawa, nel 1998 con mandato triennale. In seguito viene nominato Ambasciatore, Capo della Rappresentanza permanente presso l’Unione Europea a Bruxelles, nello stesso anno è destinato all'ambasciata di Buenos Aires
Fuori ruolo per prestare servizio presso la Presidenza della Repubblica con l’incarico di Consigliere Diplomatico del Presidente della Repubblica, nel settembre del 2005.
Cessa di far parte dell’Amministrazione in data 1° giugno 2008